# Logiciel tiers
Un logiciel tiers est un logiciel qui peut être ajouté à un autre logiciel, bien qu'il n'ait pas été développé par l'éditeur du logiciel auquel il est ajouté.
Le logiciel tiers n'engage pas la responsabilité de l'éditeur du logiciel principal.
Dans le cas d'un système d'exploitation tel que Windows XP, Vista ou Seven, il existe des applications installées par défaut telles que le lecteur Windows Média ou encore Internet Explorer. Lorsque ces applications ne vous conviennent pas, il existe ce qu'on appelle des logiciels tiers que l'on peut traduire par logiciels alternatifs. Vous trouverez ces différents logiciels sur Internet ou dans le commerce sous forme de cd.